# Gaza a cielo aperto
Gaza a cielo aperto è un film documentario del 2011 diretto da Maurizio Fantoni Minnella.

## Trama
A Gaza il problema dello smaltimento della spazzatura appare nella sua drammatica evidenza camminando semplicemente per le strade cittadine, visitando le discariche temporanee e quelle principali che ormai straripano. Sovrappopolamento e isolamento della Striscia dal mondo esterno ne sono le cause schiaccianti. Grazie ad un progetto di una ONG italiana, COOPI, esiste un sistema dinamico di raccolta quotidiana dei rifiuti che impiega a livello temporaneo un elevato numero di disoccupati gazawi. Un altro progetto si occupa invece del riciclaggio dei rifiuti, in particolare della plastica, dal cui successivo trattamento nascono gli oggetti d'uso più svariati. Il film racconta la vita quotidiana dei netturbini coi carretti, che dalle quattro del mattino cominciano la raccolta e il trasporto dei rifiuti nelle discariche di Gaza fino al tardo pomeriggio, mostrando anche la città che vive, la sua gente (bambini, studenti, pescatori etc.). La parte finale del film è la testimonianza dell'attività di Vittorio Arrigoni che ci accompagna durante una manifestazione al confine israeliano di Erez.

## Informazioni
Il film vede l'ultima apparizione video di Vittorio Arrigoni prima della sua scomparsa.
Il film è il primo capitolo di una "quadrilogia palestinese" realizzata dall'autore nel 2011, che comprende, oltre a questa pellicola, Tonight on Jenin (2011), Ad est di Gerusalemme (2011) e Il lato d’ombra. Storie di Palestinesi d’Israele (2011).